# Франк Сен-Пьера и Микелона
Франк Сен-Пьера и Микелона (фр. Franc) — денежные знаки во франках (французских и франках КФА), выпускавшиеся в 1890—1973 годах для французского владения Сен-Пьер и Микелон. Официально не назывались «франком Сен-Пьера и Микелона», однако обращались, как правило, только на его территории.

## История
В 1839 году законным платёжным средством объявлен французский франк. В 1866 году в связи с заключением Латинского монетного союза статус законного платёжного средства получили монеты стран — членов Союза, обращавшиеся до начала Первой мировой войны. Вплоть до Второй мировой войны в обращении находились американские, канадские и британские денежные знаки.
В 1890 году выпуск банкнот начал частный Банк Сен-Пьера и Микелона. Необычный номинал банкнот (27 и 54 франка) был вызван курсом франка к канадскому доллару: 1 доллар = 5 франков 40 сантимов.
В 1920 году в связи с нехваткой денежных знаков мелких номиналов Коммерческая палата Сен-Пьера и Микелона выпустила бумажные боны.
В 1943 году выпуск банкнот на островах начала Центральная касса Свободной Франции. Выпускались банкноты общего для всех территорий, находящихся под контролем правительства Свободной Франции, образца, без каких-либо надпечаток.
Декретом французского правительства от 26 декабря 1945 года, распространявшегося на Сен-Пьер и Микелон, в качестве денежной единицы введён франк КФА. Банкноты, а с 1948 года и монеты для островов выпускала Центральная касса Заморской Франции, а с 1958 года — Центральная касса экономического сотрудничества. Банкноты образца 1944 и 1947 годов выпускались без надпечаток, банкноты этих же типов находились в обращении во Французской Экваториальной Африке. С 1950 года на банкноты стала наноситься надпечатка «Сен-Пьер и Микелон».
В 1959 году эмиссионные функции передаются Эмиссионному институту заморских департаментов Франции.
В 1972 году вместо франка КФА введён французский франк, обмен производился в соотношении: 50 франков КФА = 1 французский франк. Банкноты во франках КФА с надпечатками новых номиналов в «новых франках» продолжали использоваться в обращении до 21 декабря 1973 года.
С 1 января 2002 года в обращении — евро.

## Монеты и банкноты
Выпускались бумажные денежные знаки:
- Банка Сен-Пьера и Микелона: 27, 54 франка;
- Коммерческой палаты Сен-Пьера и Микелона: 0,05, 0,10, 0,25, 0,50, 1, 2 франка;
- Центральной кассы Заморской Франции с надпечаткой «Сен-Пьер и Микелон»: 5, 10, 20, 50, 100, 500, 1000, 5000 франков[2];
- Центральной кассы Заморской Франции с надпечаткой «Сен-Пьер и Микелон» и номинала в «новых франках»: 1 (на 50), 2 (на 100), 10 (на 500), 20 (на 1000), 100 новых франков (на 5000 франках)[3][4].

В 1948 году были выпущены алюминиевые монеты в 1 и 2 франка.